# Takuma Aoki
Takuma Aoki (青木 拓磨 Aoki Takuma?) (Tokio, 24 de febrero de 1974) es un expiloto japonés de motociclismo y actual piloto de automovilismo.
Comenzó su carrera en el mundial de motociclismo de 1993. Desde 1994 a 1996, Aoki compitió en el Campeonato Mundial de Superbikes, ganando una carrera en esa categoría. Volvió al Gran Premio compitiendo con Honda en 1997, donde acabó su mejor posición, quinto en 500cc. Una herida en la espina dorsal en 1998 le dejó parapléjico. Aoki continúa trabajando con Honda, ayudando al desarrollo de coches para gente con discapacidad. Sus hermanos son Nobuatsu y Haruchika Aoki.
Recientemente, Aoki compitió en la Jaguar I-Pace eTrophy y en carreras de gran turismos y resistencia. Participó en las 24 Horas de Le Mans 2021 junto a Nigel Bailly, quien también es parapléjico, y Matthieu Lahaye, en un coche de LMP2 adaptado a las condiciones de Aoki y Bailly. Compitieron para el equipo Association SRT41 y utilizaron el garage n.º 56, destinado a proyectos innovadores.

## Resultados en el Campeonato del Mundo
Sistema de puntuación desde 1969 hasta 1987:
| Posición | 1.º | 2.º | 3.º | 4.º | 5.º | 6.º | 7.º | 8.º | 9.º | 10.º |
| Puntos   | 15  | 12  | 10  | 8   | 6   | 5   | 4   | 3   | 2   | 1    |

#### Carreras por año
(Carreras en negrita indica pole position, carreras en cursiva indica vuelta rápida)
| Año  | Cat.  | Equipo | Moto  | 1     | 2       | 3       | 4       | 5     | 6       | 7     | 8     | 9       | 10     | 11    | 12    | 13    | 14    | Pts. | Pos. |
| ---- | ----- | ------ | ----- | ----- | ------- | ------- | ------- | ----- | ------- | ----- | ----- | ------- | ------ | ----- | ----- | ----- | ----- | ---- | ---- |
| 1993 | 250cc | Honda  | AUS - | MAL - | JPN 8   | SPA -   | AUT -   | GER - | NED -   | EUR - | RSM - | GBR -   | CZE -  | ITA - | USA - | FIM - |       | 24.º | 8    |
| 1994 | 250cc | Honda  | AUS - | MAL - | JPN 5   | SPA -   | AUT -   | GER - | NED -   | ITA - | FRA - | GBR -   | CZE -  | USA - | ARG - | EUR - |       | 20.º | 11   |
| 1995 | 500cc | Honda  | AUS - | MAL - | JPN 3   | SPA -   | GER -   | ITA - | NED -   | FRA - | GBR - | CZE -   | RIO -  | ARG - | EUR - |       |       | 23.º | 16   |
| 1996 | 500cc | Honda  | MAL - | INA - | JPN Ret | SPA -   | ITA -   | FRA - | NED -   | GER - | GBR - | AUT -   | CZE -  | IMO - | CAT - | RIO - | AUS - | -    | 0    |
| 1997 | 500cc | Honda  | MAL 5 | JPN 4 | SPA 4   | ITA Ret | AUT Ret | FRA 5 | NED Ret | IMO 3 | GER 3 | RIO DNS | GBR 10 | CZE 6 | CAT 7 | INA 7 | AUS 2 | 5.º  | 134  |

### Campeonato Mundial de Superbikes

#### Carreras por año
| Año  | Moto  | 1   | 1   | 2   | 2   | 3   | 3   | 4   | 4   | 5   | 5   | 6   | 6   | 7     | 7     | 8   | 8   | 9       | 9     | 10  | 10  | 11  | 11  | 12  | 12  | Pts. | Pos. |
| ---- | ----- | --- | --- | --- | --- | --- | --- | --- | --- | --- | --- | --- | --- | ----- | ----- | --- | --- | ------- | ----- | --- | --- | --- | --- | --- | --- | ---- | ---- |
| 1994 | Honda | GBR | GBR | GER | GER | ITA | ITA | SPA | SPA | AUT | AUT | INA | INA | JPN 7 | JPN 8 | NED | NED | SMR     | SMR   | EUR | EUR | AUS | AUS |     |     | 31.º | 17   |
| 1995 | Honda | GER | GER | SMR | SMR | GBR | GBR | ITA | ITA | SPA | SPA | AUT | AUT | USA   | USA   | EUR | EUR | JPN Ret | JPN 7 | NED | NED | INA | INA | AUS | AUS | 31.º | 9    |
| 1996 | Honda | SMR | SMR | GBR | GBR | GER | GER | ITA | ITA | CZE | CZE | USA | USA | EUR   | EUR   | INA | INA | JPN 11  | JPN 1 | NED | NED | SPA | SPA | AUS | AUS | 19.º | 30   |